# Mal menor
Mal menor, mal necesario o mal justificado o mal entendible o mal legítimo, mal saludable, mal tolerable, menor de los males o menor de dos males es un principio ético que justifica la elección de un mal con tal de evitar otro mal mayor. 
La condición del principio es la de un dilema estrictamente binario, es decir, que no haya posibilidad de una tercera opción (tertium non datur); por ejemplo que la opción que se ofrezca sea entre la acción que suponga un mal y la omisión que suponga otro mal distinto (lo que obligue a evaluar cuál de los dos males es menor). La imposibilidad de elección entre dos opciones igualmente atractivas es la paradoja denominada "del asno de Buridán" (que moriría de hambre y sed si se le pone a igual distancia de la comida y el agua, al no poder moverse en ninguna dirección). Ejemplos de dilemas éticos son la tabla de Carneades (con la que un náufrago se salva, a costa de hacer que otro muera ahogado) y el dilema del tranvía (en el que se ha de optar por salvar a un número mayor de personas, a costa de la muerte de un número menor, o lo contrario).

## Escila y Caribdis

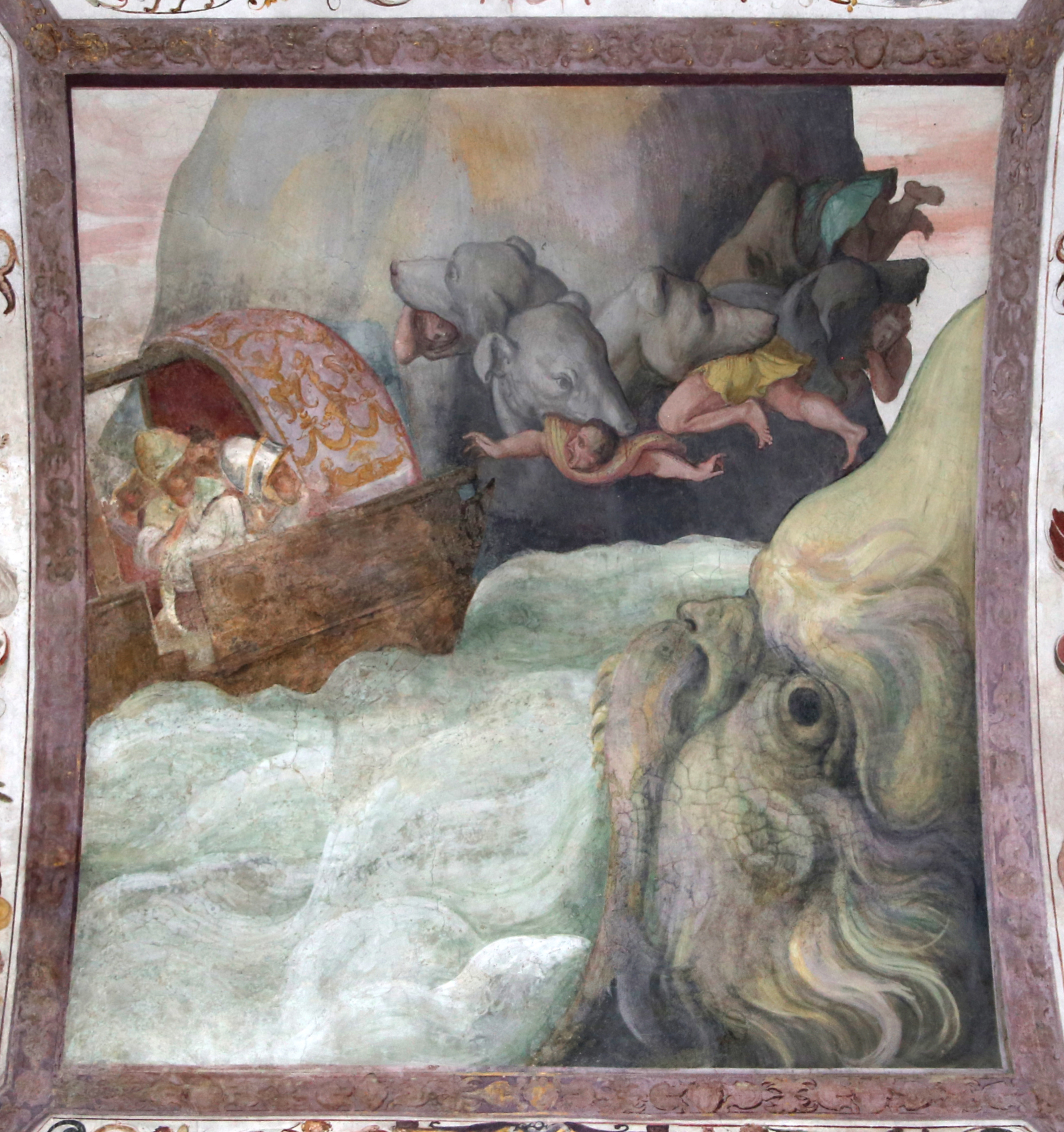
El episodio de la Odisea en que el barco de Ulises se acerca a Escila para evitar a Caribdis. Detalle de un fresco de Alessandro Allori, ca. 1575.

El mito de Escila y Caribdis plantea la elección entre dos males que tuvo que afrontar Ulises; al optar por acercarse a Escila, perdió seis compañeros, pero si hubiera navegado junto a Caribdis habrían sucumbido todos.

Allí habita Escila, que aúlla que da miedo: su voz es en verdad tan aguda como la de un cachorro recién nacido, y es un monstruo maligno. Nadie se alegraría de verla, ni un dios que le diera cara. Doce son sus pies, todos deformes, y seis sus largos cuellos; en cada uno hay una espantosa cabeza y en ella tres filas de dientes apiñados y espesos, llenos de negra muerte. De la mitad para abajo está escondida en la hueca gruta, pero tiene sus cabezas sobresaliendo fuera del terrible abismo, y allí pesca, explorándolo todo alrededor del escollo, por si consigue apresar delfines o perros marinos, o incluso algún monstruo mayor de los que cría a miles la gemidora Anfitrite. Nunca se precian los marineros de haberlo pasado de largo incólumes con la nave, pues arrebata con cada cabeza a un hombre de la nave de oscura proa y se lo lleva.
También verás, Odiseo, otro escollo más llano, cerca uno de otro. Harías bien en pasar por él como una flecha. En éste hay un gran cabrahigo cubierto de follaje y debajo de él la divina Caribdis sorbe ruidosamente la negra agua. Tres veces durante el día la suelta y otras tres vuelve a soberla que da miedo. ¡Ojalá no te encuentres allí cuando la está sorbiendo, pues no te libraría de la muerte ni el que sacude la tierra! Conque acércate, más bien, con rapidez al escollo de Escila y haz pasar de largo la nave, porque mejor es echar en falta a seis compañeros que no a todos juntos.
Homero, Odisea, canto XII. Las palabras se ponen en boca de Circe.

La frase latina incidit in scyllam cupiens vitare charybdim (cayó en Escila por querer evitar Caribdis) se convirtió en proverbial, con un sentido similar a las expresiones saltar de la sartén al fuego, huir del fuego para caer en las brasas o estar entre la espada y la pared. Erasmo la recoge como un antiguo proverbio en Adagia, aunque su aparición más antigua es en Alexandreis, un poema épico latino del siglo XII de Gautier de Châtillon.

## Historia de la filosofía y del derecho
El principio del mal menor aparentemente entraría en contradicción con otros principios éticos que parecerían indicar que nunca es lícito cometer ningún mal, como los planteados sobre la injusticia (αδικία adikía) por Platón, en boca de Sócrates, en los diálogos Gorgias (es preferible sufrir una injusticia a cometerla) y Critón (no se debe cometer injusticia ni siquiera para evitar una injusticia mayor). En cambio, el principio es claramente defendido por Aristóteles en el Libro II de su Ética, cuya versión latina se difundió desde el siglo XIII en Europa occidental y que adopta también Tomás de Kempis: De duobus malis, minor est semper eligendum (de dos males, el menor ha de ser siempre elegido).
Aristóteles definía la virtud como término medio entre dos vicios; proponiendo que es aconsejable caer en el vicio menos erróneo antes que en el más erróneo cuando no se pueda acertar con la virtud (ta elachista lepteon ton kakon -"uno debe tomar el menor de los males"-). Cicerón, en De officiis pone como ejemplo de la opción por el mal menor (minima de malis) no una salida cómoda sino un ejemplo de heroísmo: el sufrimiento físico que escogió padecer Marco Atilio Régulo con tal de evitar la ruptura de su juramento.
En la Edad Media se recoge el principio en Ivo de Chartres y en el Decreto de Graciano, que se apoya en textos como éste del VIII Concilio de Toledo: si periculi necessitas unum ex his temperare compulerit, id debemus resoluere quod minori nexu noscitur obligari ("si un peligro inexcusable nos lleva a perpetrar uno de dos males, debemos escoger el que nos haga menos culpables"); con esa redacción, se evidencia que, aunque exista la obligación moral de infligir el mal menor, el que haya obligación de hacerlo no exime de culpabilidad o responsabilidad, puesto que no deja de ser un mal. En cuanto a la forma de distinguir cuál de los dos males es el menor, hay una inconsistencia entre los manuscritos que recogen el texto del Concilio: en uno se dice purae rationis acumene ("por la agudeza [nitidez, claridad] de la pura razón") y en otro orationis acumene ("por la agudeza [nitidez, claridad] de la oración").

## Sistemas electorales y técnicas psicológicas

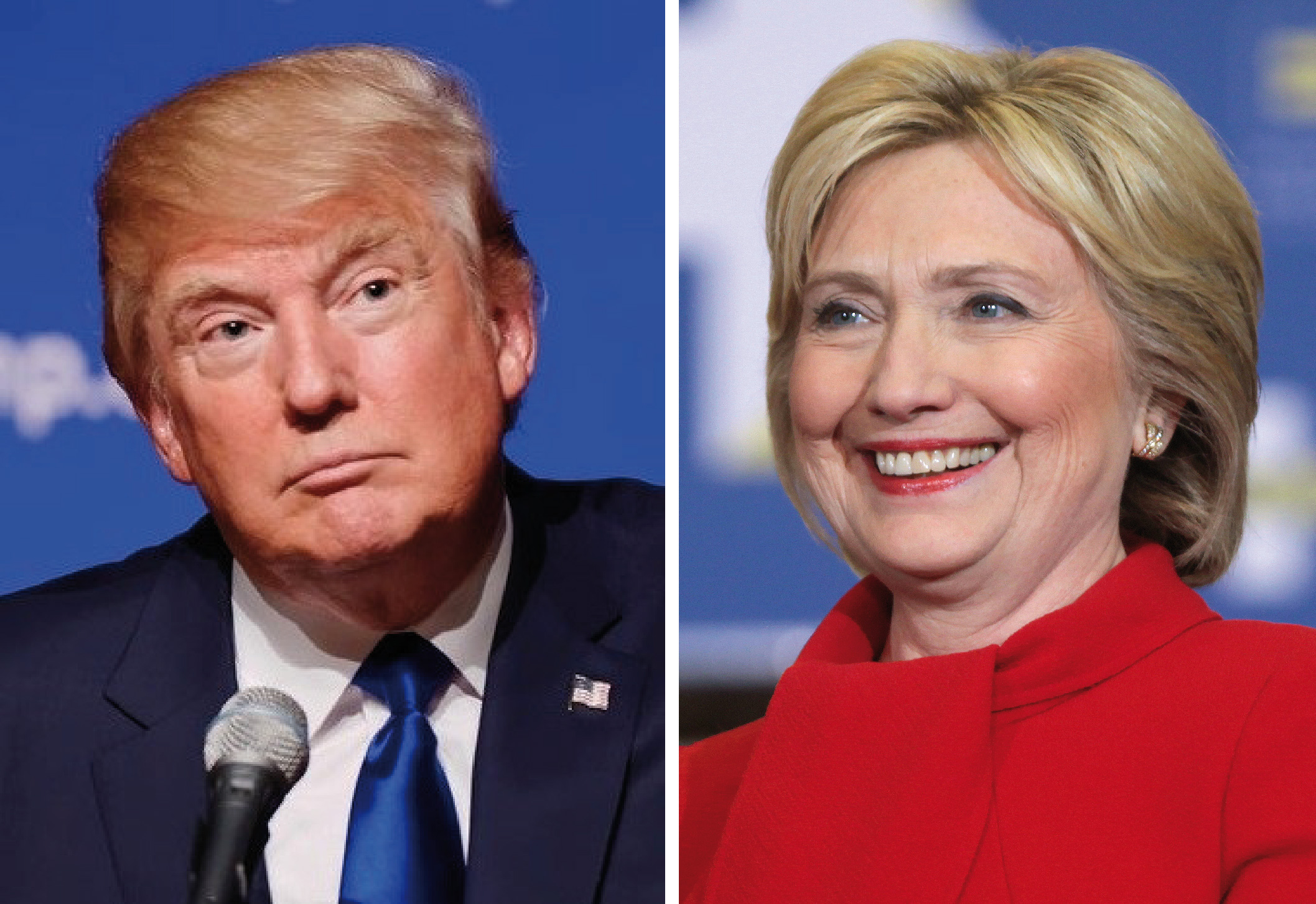
Donald Trump y Hillary Clinton, candidatos a las elecciones a la presidencia de Estados Unidos en 2016. Cada uno de ellos era considerado un "mal menor" por muchos de sus votantes.

En las elecciones políticas, especialmente en los sistemas bipartidistas, las opciones que se ofrecen al votante pueden ser vistas ambas como malas, con lo que otorgar el voto no suele suponer la identificación con un candidato considerado óptimo, sino la evitación del candidato considerado peor. En tales contextos, se utilizan expresiones como "voto útil" o "votar con la nariz tapada".
Existen teorías y técnicas psicológicas, utilizadas en mercadotecnia y en campañas políticas (teoría de la decisión, neuroeconomía, neuropolítica), que procuran orientar la preferencia del consumidor o votante mediante la presentación de ventajas o desventajas comparativas; cuando no sólo se plantea la posibilidad de elegir entre dos opciones, presentar una tercera opción instrumental, más cercana a una opción que a otra, consigue que la preferencia se decante en el sentido buscado.

## Bioética y deontología médica

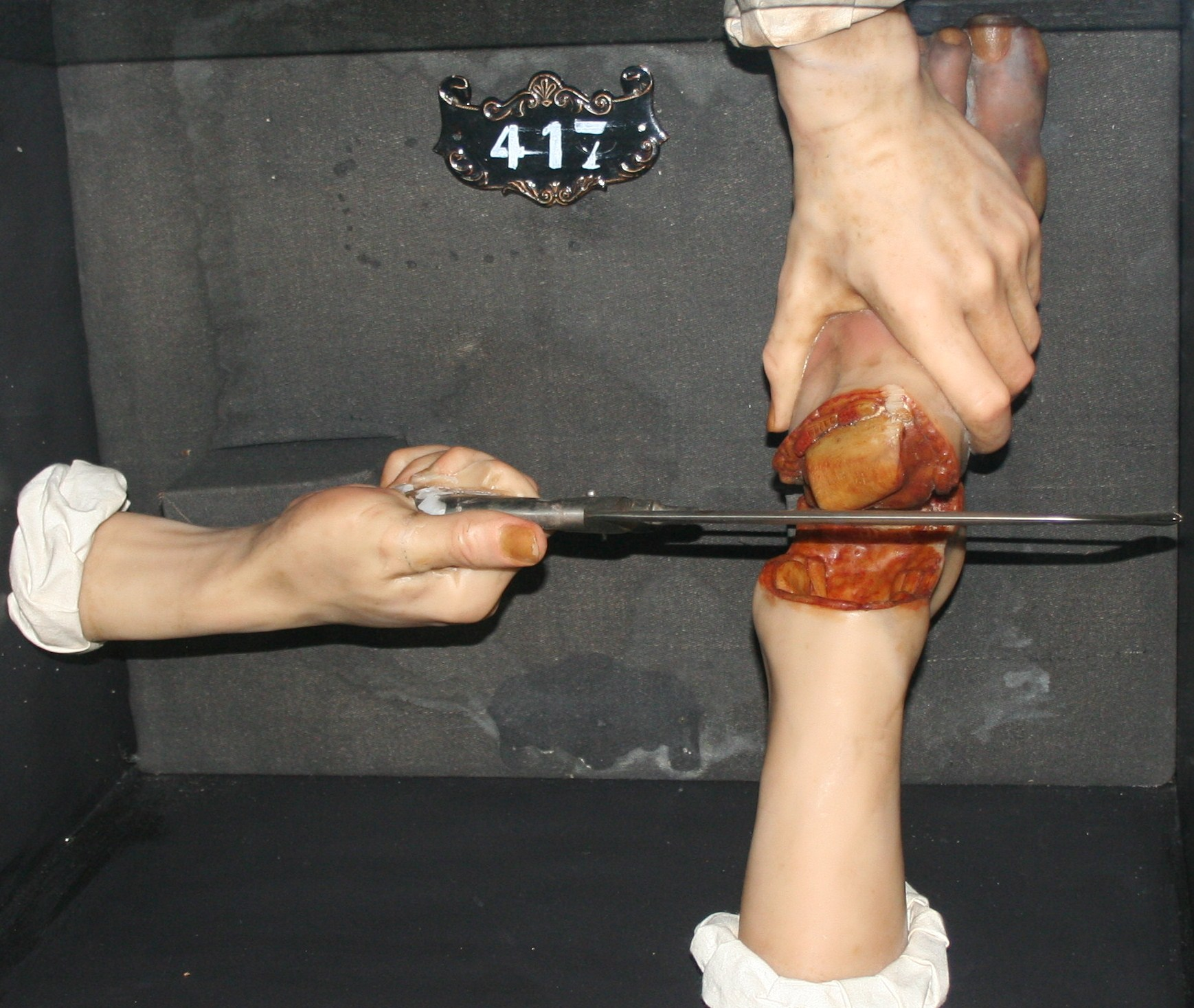
La amputación de un pie para evitar un daño mayor (perder la pierna entera o la vida) es un mal menor asumido en la práctica médica, que incluso se expresa en un tópico aplicable a cualquier otra circunstancia: "cortar por lo sano".

Cuestión importante es la posibilidad de aplicación del principio o criterio del mal menor en la toma de decisiones bioéticas y en la deontología médica.
Para admitir técnicas como la amputación, incluso por quienes se niegan a justificar el principio del mal menor, se recurre a diferenciar los "males físicos" de los "males morales"; según los rigoristas morales, únicamente a los males físicos podría aplicarse una ponderación de qué mal es el menor, cosa imposible entre dos males morales (males absolutos); mientras que entre un mal físico y un mal moral siempre habría que preferir el mal físico.

## Justificación de la guerra como mal menor

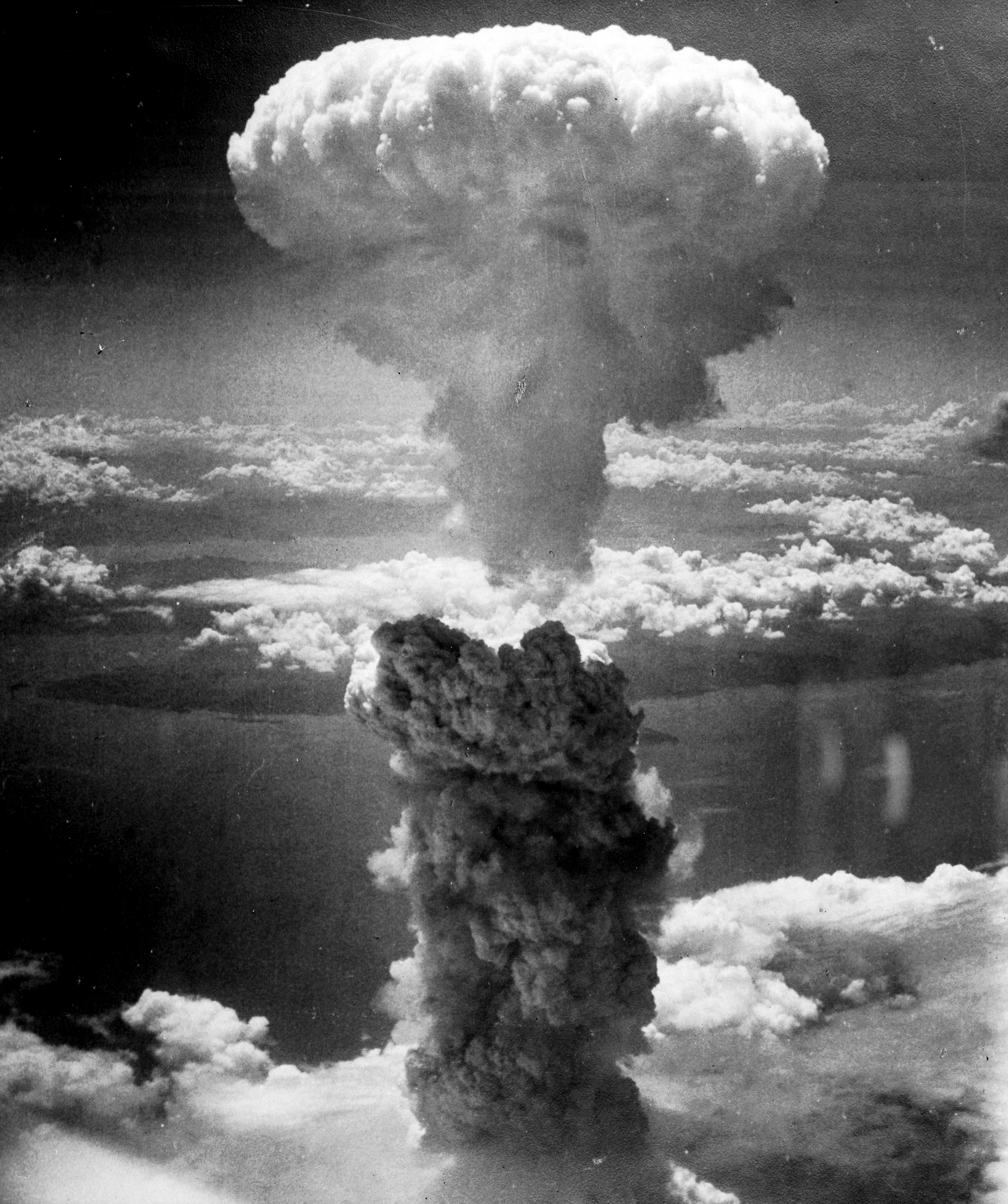
Explosión de la bomba atómica sobre Nagasaki, 9 de agosto de 1945.

Mientras que algunos rasgos de las civilizaciones antiguas manifiestan una consideración de la guerra como un bien en sí mismo, o una actividad honorable, otros evidencian su consideración como un mal que hay que evitar en lo posible, pero que hay que ser consciente de que no siempre puede evitarse (si vis pacem, para bellum). Así ocurre en el mundo grecorromano: según Tito Livio, el rey romano Tulo Hostilio, a pesar de su belicosidad, "pone por testigos a los dioses que las calamidades de esta contienda [contra los albanos] habrán de recaer sobre el pueblo que primero se negó a escuchar las reclamaciones de los embajadores". Cicerón condenaba el formalismo que las reglas del ius fetiale imponían en cuanto a la justificación de las causas de la guerra, proponiendo como únicas causas justas la defensa y la venganza;  aunque en algunos casos también propone que se puede emprender una guerra para "agrandar los linderos de la paz, el orden y la justicia".

Illa injusta bella sunt quae sunt sine causa suscepta, nam extra ulciscendi aut propulsandorum hostium causam bellum geri justum nullum potest ("las guerras emprendidas sin razón son injustas, pues ninguna guerra puede emprenderse justamente como no sea con el propósito de rechazar a un enemigo o de vengarse de él").
Cicerón, De Republica, III, XXIII.

... si la iniquidad de la parte contraria es la que da ocasión al sabio a sustentar la guerra justa, esta iniquidad debe causarle pesar, puesto que es propio de los corazones humanos compadecerse... Así que todo el que considera con dolor estas calamidades tan grandes, tan horrendas, tan inhumanas, es necesario que confiese la miseria; y cualquiera que las padece, o las considera sin sentimiento de su alma, errónea y miserablemente se tiene por bienaventurado, pues ha borrado de su corazón todo sentimiento humano.
Agustín de Hipona, Civitate Dei, XIX.

El cristianismo pasó de proponer un pacifismo radical en la época de las persecuciones a justificar las guerras al cristianizarse el Imperio romano en el siglo IV. A partir de entonces se teorizaron las causas de la guerra justa (bellum iustum), siempre para restablecer la paz y reparar la injusticia recibida: así en Agustín de Hipona (iusta bella ulciscuntur iniurias "las guerras justas vengan las injurias") o Isidoro de Sevilla ("para recuperar bienes perdidos o repeler y castigar enemigos por la guerra injusta iniciada por locura o sin causa legítima"), cuyas ideas se recogieron en el Decreto de Graciano. Otros autores medievales que teorizaron sobre la guerra justa fueron Acurcio, los decretistas y decretalistas, y Tomás de Aquino. Para éste, son necesarios tres requisitos: autoridad legítima (auctoritas principes), causa justa y rectitud de intención (intentio recta) para promover el bien y evitar el mal. El tomismo se desarrolló en un nuevo contexto (el del humanismo y los Estados-nación de Edad Moderna) notablemente con la Escuela de Salamanca (Francisco de Vitoria). Con estos pensadores católicos, y con protestantes como Hugo Grocio y Alberico Gentili, al ius ad bellum (para emprender la guerra, debe haber una justa causa) se añadió el ius in bello (en la guerra, se deberían limitar los daños únicamente a los combatientes y debería haber proporcionalidad entre las vidas que se destruyen y las que se salvan).
El presidente Harry Truman justificó la utilización de las bombas atómicas sobre Japón en un cálculo de vidas, según el cual salvaron más vidas de las que costaron, dando por supuesto que cualquier otra opción para terminar la guerra hubiera significado un mayor número de bajas en ambos bandos, aunque tales cálculos y motivaciones están en entredicho.

... la verdad es muy simple: para sobrevivir, a menudo debemos pelear, y para hacelo hay que ensuciarse. La guerra es el mal, y en ocasiones es el mal menor.
George Orwell, Recuerdos de la guerra de España.

¿Cómo es que decís que una buena causa santifica incluso una guerra? Yo os digo: la buena guerra santifica toda causa!
Friedrich Nietzsche, Así habló Zaratustra, 1883-1885.

## Colaboracionismo como mal menor
Quienes denuncian la falacia moral de este argumento son por lo general acusados de un moralismo aséptico ajeno a las circunstancias políticas, de no querer ensuciarse las manos; y hay que admitir que no es tanto la filosofía política o moral (con la sola excepción de Kant, que precisamente por eso suele ser acusado de rigorismo moral), sino el pensamiento religioso el que más inequívocamente ha rechazado todos los compromisos con los males menores. Así, por ejemplo, el Talmud sostiene...: Si te piden sacrificar a un hombre por la seguridad de toda la comunidad, no lo entregues; si te piden que dejes violar a una mujer en aras de todas las mujeres, no dejes que la violen. ... Juan XXIII ... «no actuar jamás en connivencia con el mal con la esperanza de que, obrando así, pueden ser de utilidad para alguien».

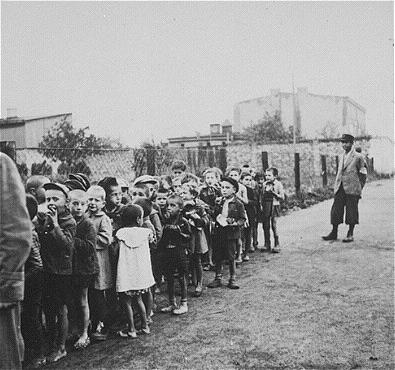
Personas e instituciones judías, como la policía del gueto judío o Judenrat, colaboraron con las autoridades nazis. Los que sobrevivieron se justificaron con argumentos del tipo "mal menor".

Políticamente hablando, la debilidad del argumento ha sido siempre que quienes escogen el mal menor olvidan con gran rapidez que están escogiendo el mal. ... el exterminio de los judíos fue precedido de una serie muy gradual de medidas antijudías, cada una de las cuales fue aceptada con el argumento de que negarse a cooperar pondría las cosas peor, hasta que se alcanzó un estadio en que no podría haber sucedido ya nada peor.
Hannah Arendt, Responsabilidad personal bajo una dictadura (1967).

## Tolerancia como mal menor
Para quienes conciben el poder político como un instrumento para la consecución del "máximo moral", tanto desde perspectivas religiosas ("ordenar el bien y prohibir el mal", "la herejía debe ser castigada") como desde los totalitarismos laicos, la tolerancia es una concesión al mal, puesto que permite su existencia. En el contexto de las guerras de religión de Francia del siglo XVI, los politiques vieron en la tolerancia la única manera de conseguir la paz social, y Enrique de Borbón consintió en convertirse al catolicismo para reinar sobre un país unido ("París bien vale una misa"), concediendo con el Edicto de Nantes espacios de seguridad para los protestantes. En el ámbito de las relaciones internacionales, a partir de la paz de Westfalia (1648) la imposición de la religión dejó de ser una prioridad para los Estados europeos como lo había sido en el siglo anterior. El realismo en política internacional exige tolerar diferencias morales con aliados y enemigos. El "equilibrio del terror" de la guerra fría de mediados del siglo XX implicaba evitar enfrentamientos directos entre las superpotencias si se quería evitar la "destrucción mutua asegurada", forzandose a tolerar una coexistencia pacífica con la llamada realpolitik (renunciar a la imposición de los propios principios para lograr un entendimiento con el adversario). Incluso se desarrolló la teoría de juegos para sopesar las consecuencias lógicas del enfrentamiento entre adversarios de intereses opuestos (en el "dilema del prisionero" se presenta la posibilidad de asumir voluntariamente un castigo para evitar otro mayor colaborando con un adversario que se enfrenta a la misma perspectiva).

Unido al principio del mal menor, y como consecuencia de éste, podemos enunciar el principio de tolerancia. Este tiene una gran actualidad por el ambiente pluralista de nuestra sociedad. En cierto sentido, lo podemos entender como "el no impedir un mal, pudiéndolo hacer, pero sin aprobarlo expresamente". En consecuencia, ante la verdad y la opinión la postura es de respeto, mientras que frente al mal y al error cabe la tolerancia. Podemos distinguir dos tipos de tolerancia: una es la dogmática que permite todo, ya que para ella todo es igual. No se puede sostener esta postura... [pero] sigue siendo sostenido por bastante pensadores, para los que la visión relativista de la tolerancia (la dogmática), presentada frecuentemente como pluralismo ético o neutralidad del Estado, es la condición de posibilidad de la pacífica convivencia democrática. El otro tipo de tolerancia es la práctica que permite el error sin aprobarlo. Es decir, centra su atención en los valores éticos fundamentales para la convivencia: la paz, la libertad y la justicia para garantizar jurídicamente las exigencias de la dignidad humana. Se puede admitir esta segunda, con algunos matices. Es lo que se ha llamado "permisión negativa del mal". La tolerancia, en sentido estricto, es decir, como principio moral se puede definir del siguiente modo: "en algunas circunstancias, es moralmente lícito no impedir un mal -pudiendo impedirlo-, en atención a un bien superior o para evitar desórdenes más graves".

Tradicionalmente, el argumento del mal menor ha venido siendo aplicado en ética social en el marco de la permisión de las autoridades públicas de determinados males en evitación de males peores [Cun autem inter duo, ex quorum utroque periculum imminet, eligere oportet, illud potissime eligendum est ex quo sequitur minus malum. Tomás de Aquino, De regimine principum, I, 6]. A partir del siglo XVI, se amplía esta noción a la distinción entre el ámbito de la ética personal y el ámbito del ordenamiento jurídico y la acción de gobierno. Es entonces cuando surge el concepto contemporáneo de "tolerancia" entendida como actitud de los Estados de aceptación de la primacía de las decisiones individuales respecto a los poderes públicos, en aspectos menos relevantes del bien común, abriéndose lentamente una disociación cada vez más acusada entre moral individual y orden público, como en John Locke en su Epístola sobre la tolerancia (1689), o en Voltaire con su Tratado sobre la tolerancia (1763). No obstante, este paulatino proceso no ha dejado de poner de manifiesto sus contradicciones. Los usos sofísticos del argumento del mal menor, y su empleo en un contexto ajeno a la percepción de las exigencias éticas absolutas de la verdad sobre la persona humana y su dignidad, han sido denunciados por el pensamiento contemporáneo, sobre todo a partir de la segunda Guerra Mundial. Hannah Arendt ha realizado en La responsabilidad personal bajo la dictadura (1964) una aguda crítica de los usos aberrantes e ideológicos del argumento del mal menor en el intento de adormecimiento de la conciencia moral durante el período nacionalsocialista: "La aceptación del mal menor fue conscientemente utilizada para habituar a los funcionarios y a la población a aceptar generalmente el mal en sí".

## Justificación de la tortura como mal menor

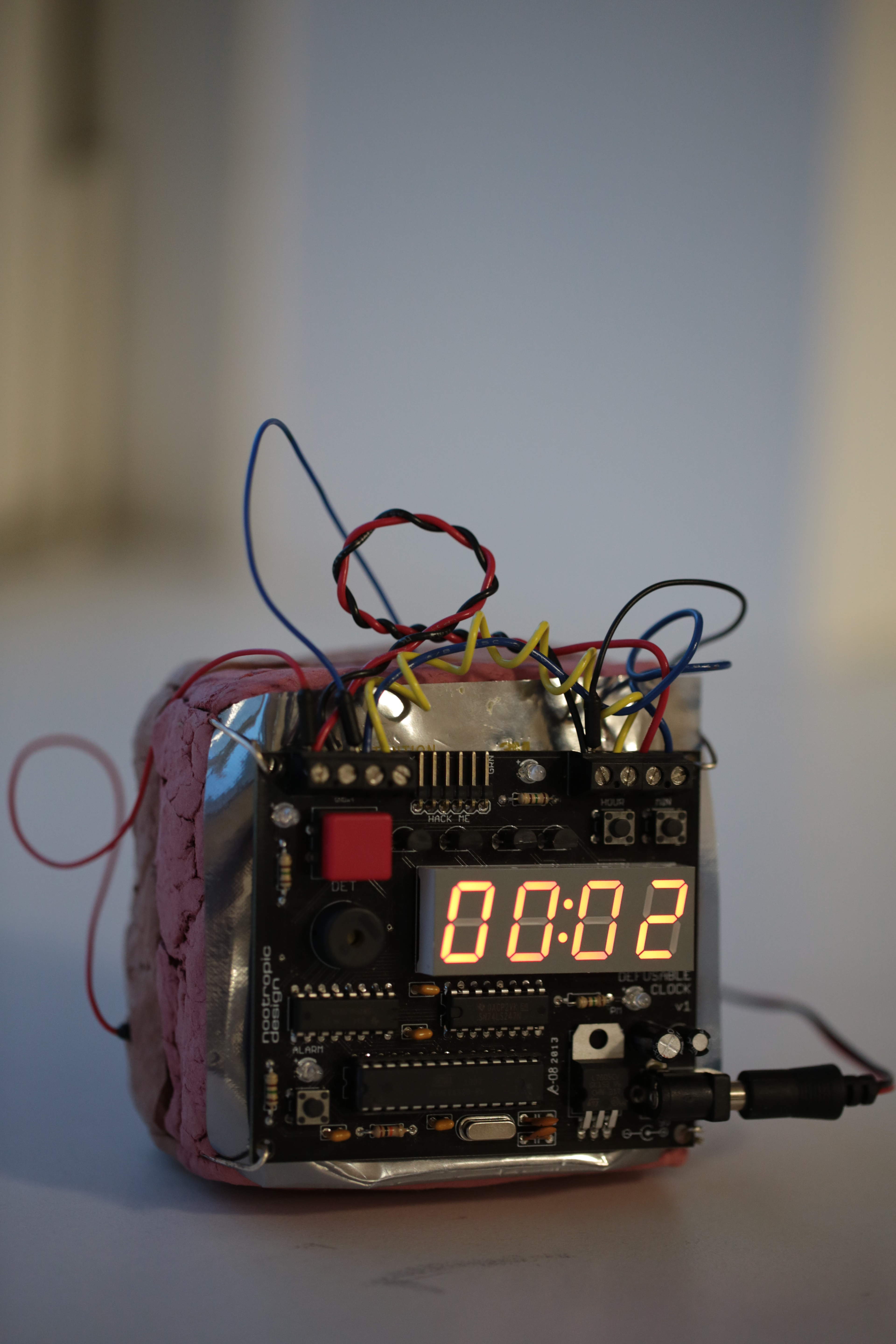
Una bomba de relojería.

Desde al menos Jeremy Bentham, el recurso a la tortura se ha pretendido justificar como un mal menor, con el llamado "escenario de la bomba de relojería" (TBS, ticking time bomb scenario): las autoridades han atrapado a un terrorista que acaba de poner una bomba, y este se niega a facilitar la información de su localización, con lo que no hay forma de evitar la muerte de muchas personas si no se le fuerza a ello. Alan Dershowitz considera que hay que analizar ambos males y estar dispuestos a asumir las consecuencias de la elección, llegando a la conclusión de que la tortura del detenido es el mal menor. Michael Ignatieff coincide en el planteamiento, advirtiendo que únicamente se podría aplicar como último recurso, si fuera imposible resolver la emergencia con otros métodos; pero insiste en señalar el peligro de convertirlo en un mal mayor si se desvincula de los supuestos del escenario (amenaza real e inmediata) y se convierte en un recurso sistemático (aplicado a sospechosos o para sucesos potenciales), como habría ocurrido tras los atentados del 11 de septiembre de 2001.